# Chris DeSousa
Christopher „Chris“ DeSousa (* 19. Oktober 1990 in Mississauga, Ontario) ist ein kanadischer Eishockeyspieler, der seit Mai 2022 beim EHC Red Bull München aus der Deutschen Eishockey Liga (DEL) unter Vertrag steht und dort auf der Position des Centers spielt. Zuvor war DeSousa bereits für die Grizzlys Wolfsburg in der DEL aktiv.

## Karriere

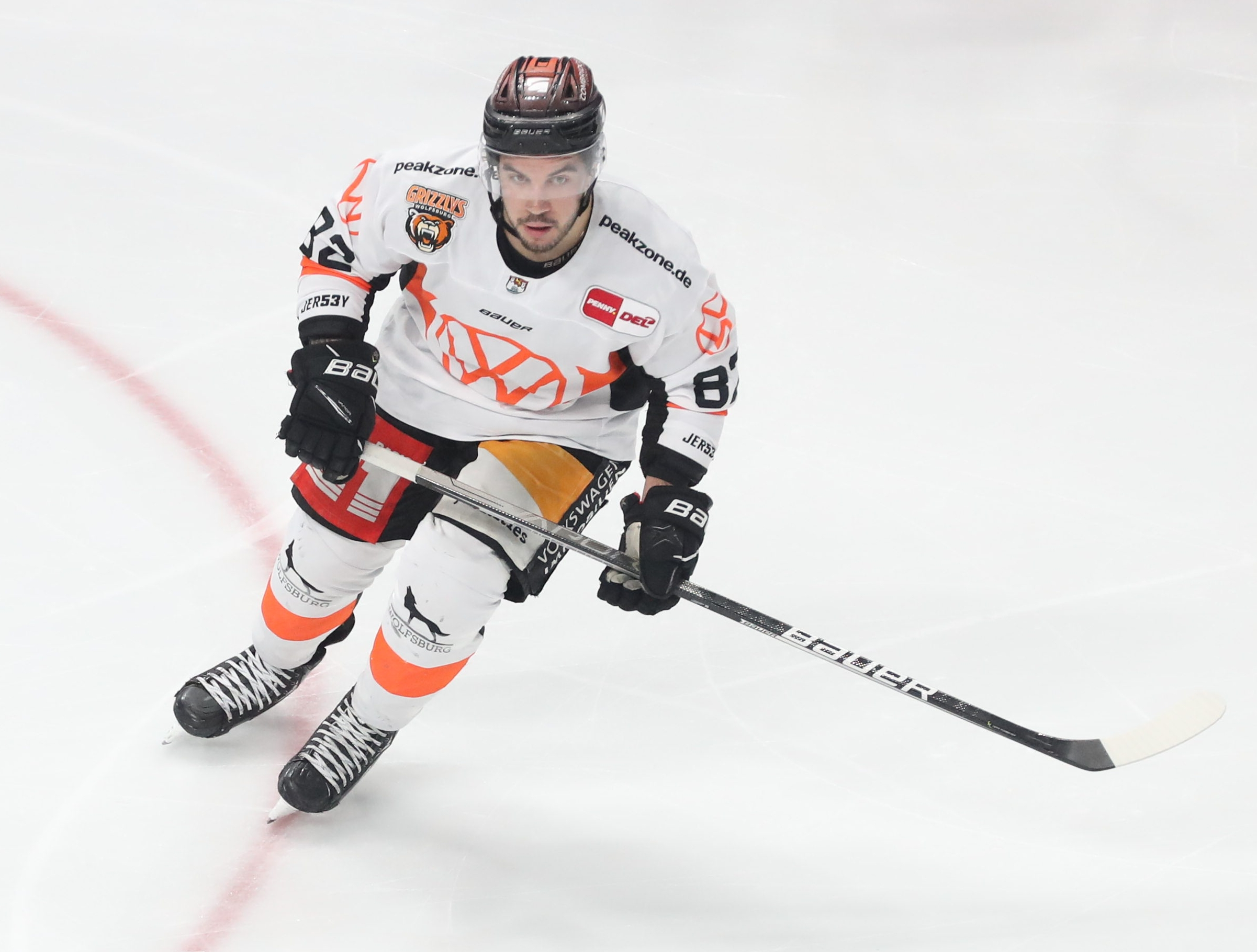
DeSousa im Trikot der Grizzlys Wolfsburg (2022)

DeSousa begann seine Jugendkarriere in der kanadischen Ontario Hockey League (OHL) in seiner Heimatstadt bei den Mississauga IceDogs. Nachdem das Franchise nach St. Catharines umgesiedelt worden war, spielte DeSousa noch weitere drei Jahre bei den Niagara IceDogs. Zum Ende der Saison 2009/10 wurde DeSousa zu den London Knights transferiert, um das Team für die anstehenden Playoffs zu verstärken. Für die folgende Spielzeit 2010/11 wurde er zum Assistenzkapitän seiner Mannschaft ernannt. Nachdem die Saison nicht wie erhofft verlief, er insgesamt nur an zwölfter Stelle der Scorerwertung stand, wurde er zu den Mississauga St. Michael’s Majors transferiert. Dort entwickelte er sich zu einem verlässlichen Scorer. In insgesamt 50 Spielen erzielte er 17 Tore und 27 Assists.
Nach der Saison wagte DeSousa den Schritt in die kanadische Universitätsliga und spielte fortan bei den UBEI Panthers. In insgesamt vier Spielzeiten erzielte er in 120 Spielen 60 Tore und 66 Assists. In seiner letzten Saison hatte er noch ein kurzes Gastspiel in der ECHL bei den Indy Fuel. Nun ging es für DeSousa zu den Profis. Er unterschrieb einen Einstiegs-Vertrag bei den Chicago Blackhawks, spielte aber zuerst nur für deren Farmteam, die Rockford IceHogs. Nach zwei Jahren in der American Hockey League (AHL) und ein paar weiteren Einsätzen bei den Indy Fuel ging es für DeSousa erstmals nach Europa.
Im Sommer 2017 unterzeichnete er einen Vertrag beim HC Bozen in der österreichischen Erste Bank Eishockey Liga (EBEL). Gleich in seiner ersten Saison gewann er mit den Füchsen die Meisterschaft. Mit insgesamt 25 Treffern war DeSousa der erfolgreichste Torschütze des Meisters. Allerdings verließ er die Italiener bereits nach einem Jahr und wechselte zu einem Ligakonkurrenten, zu den Vienna Capitals. Bei den Capitals erzielte DeSousa in 72 Spielen 46 Tore und bereitete 37 weitere vor. In der Saison 2019/20 war er mit 19 Toren und 17 Vorlagen einer der Topscorer bei Vaasan Sport aus der finnischen Liiga. In der folgenden Saison erzielte DeSousa für Luleå HF aus der Svenska Hockeyligan (SHL) in 41 Partien neun Tore und gab sieben Vorlagen.
Ab Mai 2021 stand der Kanadier für eine Spielzeit bei den Grizzlys Wolfsburg in der Deutschen Eishockey Liga (DEL) unter Vertrag. Zwölf Monate später wechselte er zum Ligakonkurrenten EHC Red Bull München, mit dem er am Saisonende erstmals die Deutsche Meisterschaft gewann. In den Playoffs kam er allerdings nicht zum Einsatz.

## Erfolge und Auszeichnungen
| - 2012 CIS (AUS) All-Rookie Team - 2014 CIS (AUS) Second All-Star Team - 2018 EBEL-Meister mit dem HC Bozen | - 2019 Bester Torschütze der EBEL-Hauptrunde - 2019 EBEL All-Star Team - 2023 Deutscher Meister mit dem EHC Red Bull München |

### International
- 2013 Goldmedaille bei der Winter-Universiade

## Karrierestatistik
Stand: Ende der Saison 2024/25
(Legende zur Spielerstatistik: Sp oder GP = absolvierte Spiele; T oder G = erzielte Tore; V oder A = erzielte Assists; Pkt oder Pts = erzielte Scorerpunkte; SM oder PIM = erhaltene Strafminuten; +/− = Plus/Minus-Bilanz; PP = erzielte Überzahltore; SH = erzielte Unterzahltore; GW = erzielte Siegtore; 1 Play-downs/Relegation; Kursiv: Statistik nicht vollständig)